# Habib Bank

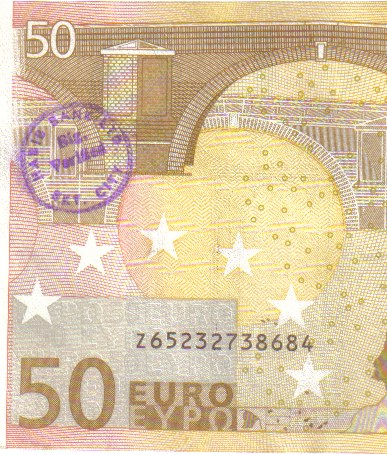
Kontrollstempel der Habib Bank auf einer 50-Euro-Banknote

Habib Bank Ltd. (Urdu حبيب بينك) (HBL) ist die größte Bank Pakistans mit Sitz in Karatschi. Sie verfügt landesweit über 1450 Filialen und weltweit 55 Filialen. Sie hat ihren Sitz im Büroturm Habib Bank Plaza. Ihr inländischer Marktanteil beträgt über 40 % und ist damit mit Abstand der Marktführer der Geschäftsbanken. Mehr als die Hälfte der inländischen Überweisungen  und mehr als 55 Prozent der ausländischen Transfers werden von ihr getätigt. Habib Bank bietet Darlehen für kleine und mittlere Unternehmen und landwirtschaftliche Betriebe sowie Basis-Geldgeschäfte für Industrie, Handel und Landwirtschaft.

## Geschichte
Die Habib Bank wurde 1941 vom Gründungsvater Pakistans Muhammad Ali Jinnah in Bombay initiiert. Er konnte die einflussreiche Habib-Familie gewinnen, sich in der Branche zu engagieren, die sich dadurch über die All-India Muslim League einen besseren politischen Einfluss für die Muslime im Land erhoffte. Nach Abzug der britischen Besatzung wurden über die Bank Hilfsgelder zur Entschädigung der Opfer abgewickelt.
Mit der Gründung Pakistans im Jahre 1947 wurde der Sitz der Gesellschaft nach Karatschi verlegt und wurde so Pakistans erstes Bankhaus. 1951 wurden in Sri Lanka die ersten ausländischen Niederlassungen gegründet, 1961 kamen in Großbritannien die ersten Geschäftsstellen in Europa hinzu, 10 Jahre später auch in New York. Seit 2009 gibt es auch eine Dependance in China, nachdem bereits zuvor mit der Urumqi Commercial Bank ein Rahmenabkommen geschlossen worden war.
Die Bank geriet 2004 international in die Kritik, weil ihr unterstellt wurde, sie unterstütze durch illegale Geldzahlungen indirekt den Terrorismus.
Im September 2017 verhängte das New Yorker Department of Financial Services wegen fortgesetzter Geldwäsche und Terrorfinanzierung eine Geldbuße von 225 Mio. US$ gegen die Habib Bank.